# Armaguerra Mod. 39
Fucile Armaguerra Mod. 39 — итальянская самозарядная винтовка, спроектированная Джино Ревелли, сыном Абиэля Бетеля Ревелли, известного как создатель пулемёта FIAT-Revelli и пистолета Глизенти модель 1910. Существовало две версии винтовки: одна под патрон 6.52x52 и другая под 7,35 × 51 мм.

## История
Fucile Armaguerra Mod. 39 была разработана Франческо Настурцио и Джино Ревелли, сыном известного итальянского конструктора-оружейника Абиэля Бетеля Ревелли. Винтовка была протестирована и одобрена Королевской армией Италии в 1939 году в рамках конкурса на самозарядную винтовку, оставив позади модели Scotti Mod. X и Breda Mod. 1935 PG. Был сделан заказ на 10000 единиц предприятию Società Anonima Revelli Armiguerra из Генуи.
Винтовка получила своё название от телеграфного кода компании, «Армагера». В 1938 году итальянская армия установила переход с патрона 6,5 мм × 52 мм на более мощный 7,35 х 51 мм. Под новый патрон должны были производиться винтовки Carcano Mod. 38 и Armaguerra Mod.39.
Со вступлением Италии во Вторую мировую войну, переход на новый калибр был приостановлен, потому как одновременное производство двух типов боеприпасов создавали бы путаницу в поставках. Переделка Armaguerra Mod. 39 под старые боеприпасы 6,5 × 52 мм потребовали частичного переустройства винтовки из-за большего давления, создаваемого этими боеприпасами (3,000 атм по сравнению с 2,500 атм 7,35 х 51 мм). Винтовку начали выпускать около 1943 года, когда капитуляция Италии ограничила производство до нескольких сотен единиц.

## Устройство
Автоматика Armaguerra 1939 основывалась на использовании энергии отдачи при коротком ходе ствола, аналогичной у пистолета Walther P38. Это гладкое оружие, в качестве рукояти для зарядки использовалась передняя антабка, таким образом, избегая любых выступов из механизмов запирания. Магазин был встроенный, вмещал 6 патронов и заряжался стандартными патронными пачками от винтовки Carcano M1891.